# Musée du Bouddha de Fo Guang Shan
 (juin 2025).
La mise en forme du texte ne suit pas les recommandations de Wikipédia : il faut le « wikifier ».
Les points d'amélioration suivants sont les cas les plus fréquents. Le détail des points à revoir est peut-être précisé sur la page de discussion.
- Les titres sont pré-formatés par le logiciel. Ils ne sont ni en capitales, ni en gras.
- Le texte ne doit pas être écrit en capitales (les noms de famille non plus), ni en gras, ni en italique, ni en « petit »…
- Le gras n'est utilisé que pour surligner le titre de l'article dans l'introduction, une seule fois.
- L'italique est rarement utilisé : mots en langue étrangère, titres d'œuvres, noms de bateaux, etc.
- Les citations ne sont pas en italique mais en corps de texte normal. Elles sont entourées par des guillemets français : « et ».
- Les listes à puces sont à éviter, des paragraphes rédigés étant largement préférés. Les tableaux sont à réserver à la présentation de données structurées (résultats, etc.).
- Les appels de note de bas de page (petits chiffres en exposant, introduits par l'outil «  Source ») sont à placer entre la fin de phrase et le point final[comme ça].
- Les liens internes (vers d'autres articles de Wikipédia) sont à choisir avec parcimonie. Créez des liens vers des articles approfondissant le sujet. Les termes génériques sans rapport avec le sujet sont à éviter, ainsi que les répétitions de liens vers un même terme.
- Les liens externes sont à placer uniquement dans une section « Liens externes », à la fin de l'article. Ces liens sont à choisir avec parcimonie suivant les règles définies. Si un lien sert de source à l'article, son insertion dans le texte est à faire par les notes de bas de page.
- La présentation des références doit suivre les conventions bibliographiques. Il est recommandé d'utiliser les modèles {{Ouvrage}}, {{Chapitre}}, {{Article}}, {{Lien web}} et/ou {{Bibliographie}}. Le mode d'édition visuel peut mettre en forme automatiquement les références.
- Insérer une infobox (cadre d'informations à droite) n'est pas obligatoire pour parachever la mise en page.

Pour une aide détaillée, merci de consulter Aide:Wikification.
Si vous pensez que ces points ont été résolus, vous pouvez retirer ce bandeau et améliorer la mise en forme d'un autre article.

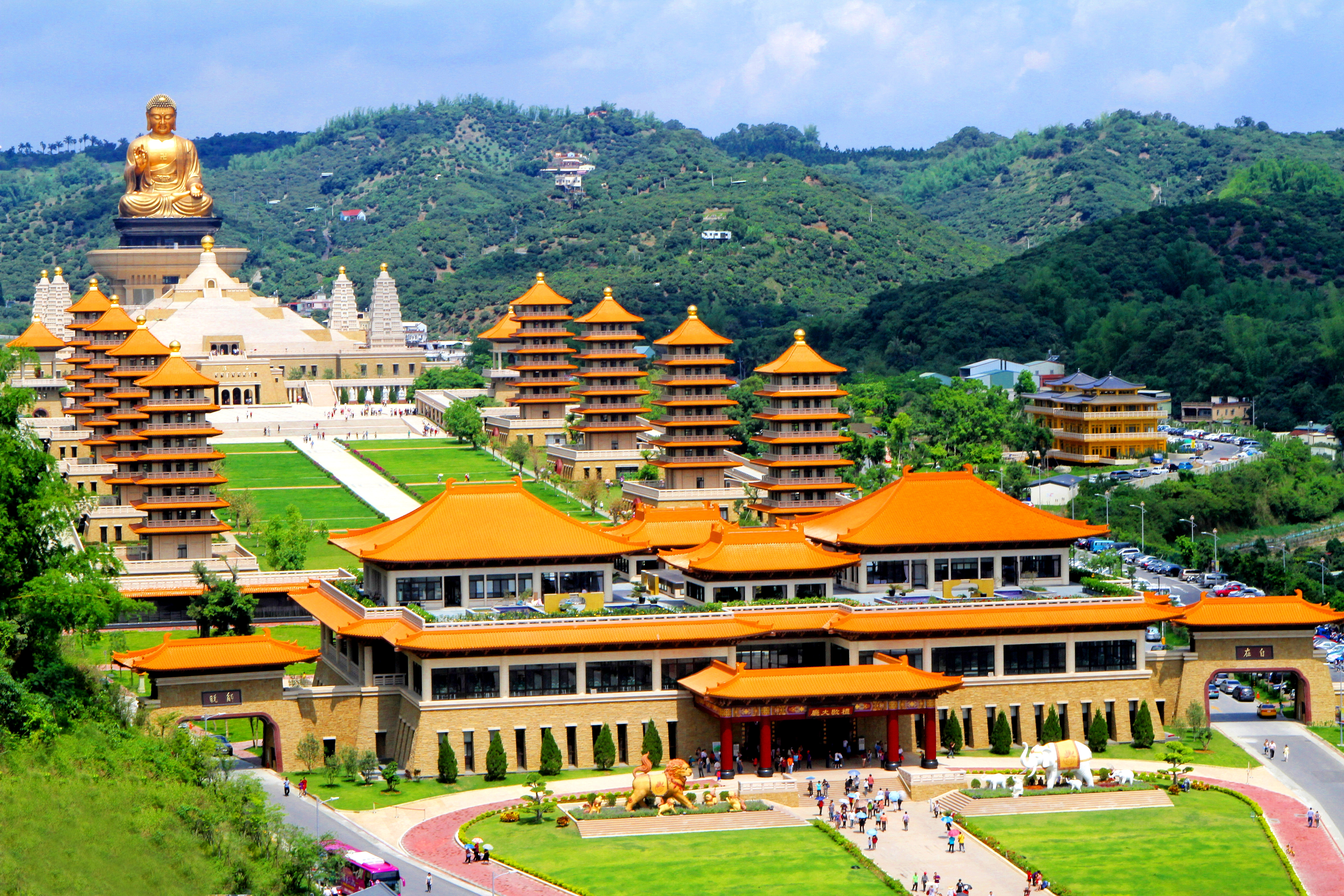
Vue aérienne du Musée de Bouddha

Le Musée de Bouddha de Fo Guang Shan (chinois traditionnel : 佛光山佛陀紀念館 ; pinyin : Fóguāngshān Fótuó jìniànguǎn ; zhuyin : ㄈㄛˊ ㄍㄨㄤ ㄕㄢ ㄈㄛˊ ㄊㄨㄛˊ ㄐ〡ˋ ㄋ〡ㄢˋ ㄍㄨㄢˇ ; litt. « Mémorial de Bouddha de Fo Guang Shan ») est situé à Dashu, Kaohsiung, île de Taïwan, République de Chine.
Le musée de Bouddha est situé à côté du monastère de Fo Guang Shan. L’espace du musée a été inauguré en 2011 et s’étend sur un peu plus de 100 hectares. Il comprend plusieurs bâtiments aux typologies et fonctions variées ainsi que des espaces paysagers. 
Le musée a plusieurs dimensions :  
- À la fois éducatives, pour transmettre les différents enseignements bouddhistes humanistes de Fo Guang Shan,

- commémoratives et culturelles, par l’exposition d’éléments de la culture bouddhiste, dont une relique précieuse ; une dent de Bouddha.

## Histoire
En 1998, lorsque le Maître Vénérable Hsing Yun se rend en Inde pour partager ses préceptes lors de la cérémonie d’Ordination complète dans la ville de Bodhgaya. À cette occasion, il rencontre Kungadorje Rinpotché. Celui-ci, touché par les efforts du monastère de Fo Guang Shan à transmettre la philosophie d'un bouddhisme humaniste,, décide de lui confier une relique (une dent de Sakyamuni Bouddha, le fondateur du bouddhisme) qu’il avait gardée depuis presque trente ans. Ce don a pour objectif de promouvoir les échanges mutuels entre les différentes traditions bouddhistes. Son vœu est que la relique puisse être enchâssée à Taïwan en tant que symbole de la préservation du Dharma. L’objectif est alors de créer un mémorial pour que cette relique puisse être exposée au public.
Hsing Yun se met en quête du lieu idéal à Taïwan pour construire ce mémorial d’envergure. Après quelque temps, le choix se portera sur le site actuel, situé à côté du monastère Fo Guang Shan à Dashu.
Les travaux du musée commencent en janvier 2003 et l’inauguration a lieu le 25 décembre 2011. Depuis son ouverture, y ont été organisées de nombreux événements comme des activités culturelles, artistiques et éducatives, des expositions, des spectacles, des échanges mutuels entre Taïwan et la Chine continentale, ainsi que des forums universitaires et internationaux. Le musée s’adresse à tous les publics ; enfants et adultes, internationnaux, bouddhistes ou non. Celui-ci est ouvert gratuitement au public (ouvert tous les jours sauf le mardi). 
Hsing Yun a dit : « Bouddha n’a nul besoin que les hommes le vénèrent et lui fassent offrande : ce sont les êtres qui ont besoin de lui, pour stimuler leurs pensées bienfaisantes et purifier leur corps et leur esprit.  [...] Bouddha n’a pas besoin de stupa, ce sont les êtres qui en ont besoin. Voilà pourquoi j’ai bâti ce mémorial».
En 2014, il a été reconnu par le Conseil international des musées (International Council of Museums, ICOM) comme le membre le plus récent.
Les missions du musée à travers cinq prismes
- Les 48 palais souterrains ; préserver la civilisation humaine et son histoire
- L’éducation ; faire la promotion des arts culturels et la protection de l’environnement
- Les partenariats inter-musée ; encourager les nouvelles idées et les échanges
- L’art bouddhiste ; présenter des expositions et des conférences permettant la transmission de la philosophie bouddhiste

- Les services publics ; partager des ressources avec respect et tolérance

Connu auparavant sous la traduction en anglais de Buddha Memorial Center (Centre mémorial de Bouddha), le musée a changé cette traduction en 2016 en Fo Guang Shan Buddha Museum. Il ne perd pas pour autant sa fonction de mémorial puisqu’il abrite toujours une relique de Bouddha.

## Architecture
Le Musée de Bouddha (aussi appelé Mémorial de Bouddha) s’étend sur une surface de 100 hectares,. Entre les premiers dessins et la réalisation, il y a eu environ une centaine de plans d’aménagements proposés. Les bâtiments sont disposés autour d’un axe central Est-Ouest, reliant le bâtiment d’accueil (Front Hall) au bâtiment principal (Main Hall), avec quatre pagodes de chaque côté, ainsi que le Grand Bouddha situé à l’arrière du bâtiment principal. L’ensemble se situe dans un cadre paysager verdoyant comprenant des jardins, des allées d’arbres et des parterres. Il se compose également de places et d'autres éléments minéraux.

### Le bâtiment d'accueil - Front Hall
Le bâtiment d'accueil (ou Hall du respect en chinois) est le bâtiment d'entrée du Musée. Il est prévu pour l’accueil et les services, et comprend quatre niveaux dont un sous-sol. Les visiteurs y trouveront des informations sur les parcours de visite, l’accessibilité pour les personnes à mobilité réduite, les visites guidées, les événements organisés par le Musée, etc. De nombreux services sont disponibles sur place tels que: l'infirmerie, des casiers à bagages, des points de restaurations et autres services.
L'entrée du bâtiment est entourée d'un ensemble de sculptures qui accueillent les visiteurs :
- à droite, un grand éléphant blanc et quatre éléphanteaux pour rappeler la naissance de Bouddha
- à gauche, un grand lion et quatre lionceaux pour représenter l'éveil apporté par les enseignements de Bouddha.

### Les huit pagodes - Eight Pagodas

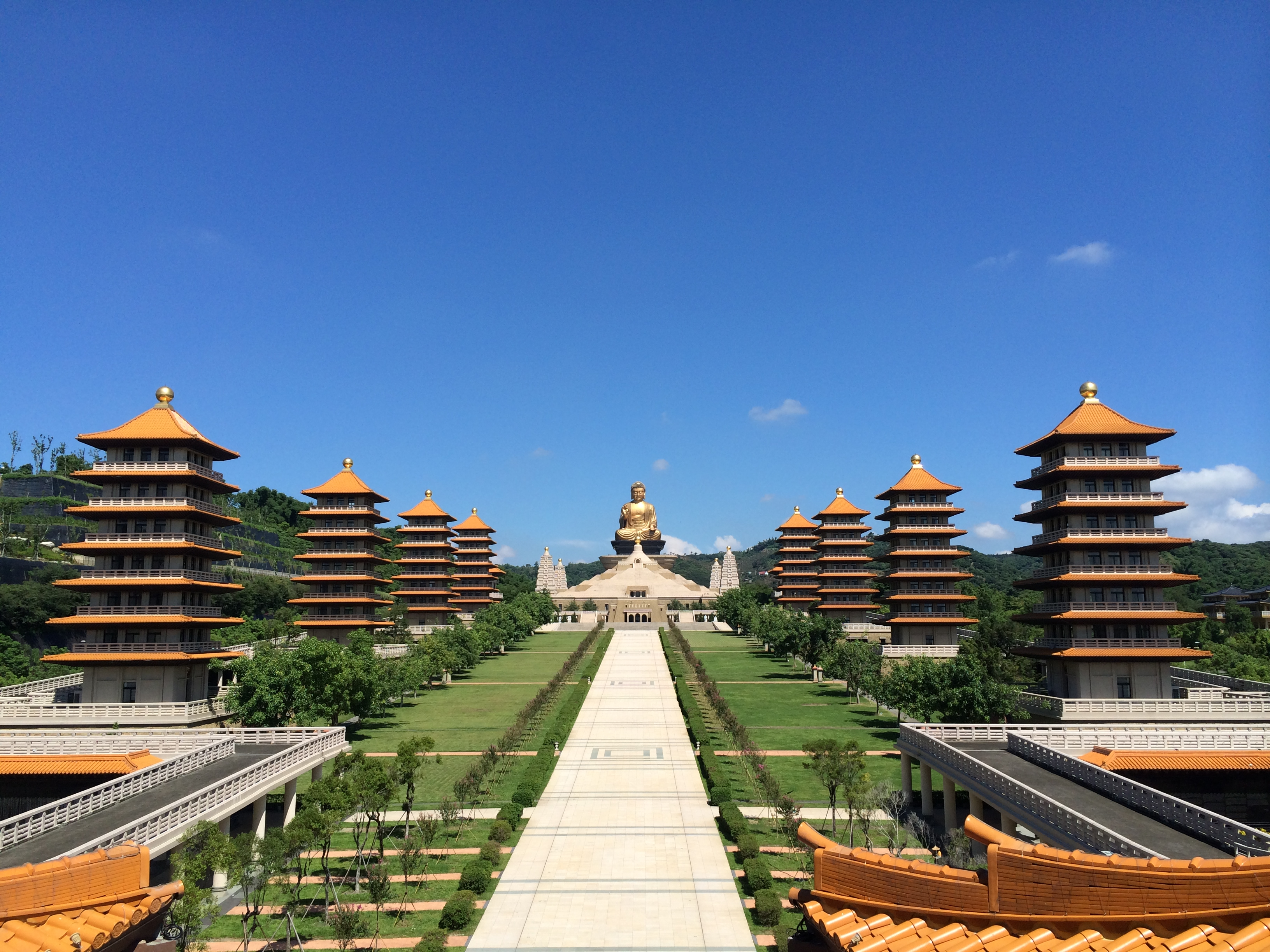
Vue de la statue de Bouddha Fo Guang et les huit tours, prise du premier étage de la grande salle du respect

C’est un ensemble de pagodes (tours de style chinois) de huit niveaux dressées face à face le long de l'allée centrale nommée Le chemin de l’éveil. Ces pagodes portent chacune un nom spécifique révélant l’ensemble des valeurs du bouddhiste,,.
Les huit pagodes sont identiques sur la base d’un plan carré avec sept étages, faisant au total 38 mètres de haut. Elles sont construites en béton armé. On peut apercevoir du grès jaune et du marbre sur les façades, des tuiles en forme d’oiseaux ainsi que des balustrades en pierre. En plus des sept étages initialement réservés pour exposer des objets d’art bouddhistes, le rez-de-chaussée de chaque pagode a été étudié pour proposer des espaces d’exposition ouverts au public ainsi que des espaces administratifs.

#### PagodeUne religion
Une religion pour désigner le bouddhisme humaniste. Elle offre un espace multifonctionnel pour organiser des évènements, des activités et des ateliers.

#### PagodeDeux Communautés
Les Deux Communautés pour désigner les communautés monastique et laïque. C’est un espace destiné aux enfants et adolescents. Avec des vidéos interactives en trois dimensions présentant les trois actes de bonté enseignés par Hsing Yun. La salle multimédia est équipée d’un écran sensoriel qui permet les interactions avec le public. Les visiteurs peuvent aussi faire voler virtuellement des lanternes célestes.

#### PagodeTrois Actes de Bonté
Les Trois Actes de Bonté sont : faire de bonnes action, dire de bonnes parole, avoir de bonnes intentions. Le rez-de-chaussée comporte des bureaux avec une salle de réunion et une salle de réception.

#### PagodeQuatre Dons
Cet ensemble de dons, ou d’apports, exprime l’idée d’apporter aux autres la confiance, la joie, l’espérance et l’aisance. Le rez-de-chaussée sert de salle de lecture où l’on peut lire, se détendre et s’informer sur la spiritualité. Elle propose également un espace enfant avec des lectures publiques.

#### PagodeCinq Harmonies
Les Cinq Harmonies désignent la joie intérieure, l’entente familiale, le respect mutuel, la concorde sociale et la paix mondiale. Cette pagode sert à fêter les évènements de la vie qui comprennent des rituels bouddhistes, y compris les noces bouddhistes, les cérémonies de naissances et les fêtes d’anniversaire.  

#### PagodeSix vertus(Paramita)
Les Six perfections sont : générosité, moralité, patience, diligence, méditation et sagesse. On y trouve une exposition permanente qui donne des informations sur le Fond d'Éducation public initié par Hsing Yun, ainsi que ses œuvres de calligraphie d’un seul tenant. Ce style de calligraphie est considéré comme unique.

#### Pagode Sept Commandements
Les Sept Commandements désignent les avertissements contre les drogues, la pornographie, la violence, le vol, les jeux de hasard, l’alcool et la médisance. Avec les sept commandements, il s’agit de garder un environnement sain pour tous. Le rez-de-chaussée est un lieu de repos, où l’on offre du thé aux visiteurs.

#### PagodeHuit Chemins
Les Huit Chemins représentent les principes du noble chemin octuple : la compréhension juste, la pensée juste, la parole juste, l’action juste, les moyens d’existence justes, l’effort juste, l’attention juste et la concentration juste. Le rez-de-chaussée est un lieu de réception et d'échange, où il est possible de visionner une vidéo d'introduction sur le Musée.

### Les pavillons jumeaux - Twin Pavilions
Ce sont deux bâtiments aux façades dorées reliés par des passerelles et entourés par un étang de lotus. Ils se trouvent au nord du site dans le parc botanique et sont pensés comme des lieux de repos. Au rez-de-chaussée se trouve un restaurant où l’on sert des plats végétariens taïwanais. Au premier étage, les visiteurs peuvent expérimenter le Tea Chan, une combinaison de méditation et de cérémonie du thé chinois. Le deuxième étage est conçu comme un studio pour les artistes. C'est également un lieu où sont organisés des conférences et des présentations sur l’éducation, la culture et les arts, ouvertes au public.

### La Grand’place de la Bodhi - Bodhi Wisdom Concourse
Elle se situe en haut du chemin de l’éveil et devant le bâtiment principal. La place se distingue du chemin par trente-sept marches représentant les trente-sept pratiques de Bodhisattva. Celle-ci mesure cent mètres de large et de long. Cette place permet d’accueillir de grands évènements comme des concerts ou autres manifestations avec de nombreux participants.
De plus, des deux côtés de la Place de la Bodhi, se dressent les statues des dix-huit arhats.

### Le bâtiment central - Main Hall
Le bâtiment central est construit en forme de stupa, avec une base en grès jaune et les étages en pierres, l’ensemble s’apparentant au style Indien.

#### Les salles - Shrines
Il y a trois salles au rez-de-chaussée de ce bâtiment, elles sont dans le même alignement que l'axe principal du Musée : la salle d’Avalokiteśvara, la salle du Bouddha d’or et le sanctuaire du Bouddha de Jade.

##### La salle d’Avalokiteśvara(ouGuanyinen chinois) - Mount Potalaka Avalokiteśvara Shrine
C’est la première salle que l’on aperçoit depuis l’entrée dans le bâtiment. Elle a une forme circulaire et les murs sont recouverts de miroirs sur lesquels sont gravées trente-trois images d’Avalokiteśvara, qui se regardent et se reflètent, du proche au lointain, se répétant à l’infini. Au milieu, la statue d’Avalokiteśvara aux mille bras et mille yeux, une œuvre de Lorette Yang, avec ses images compatissantes, manifeste l’universel et l’illimité Āvataṃsaka-loka-dhātu.

##### La salle du Bouddha d’or – Golden Buddha Shrine
La salle du Bouddha d’or est situé derrière la salle d’Avalokiteśvara. Elle présente une statue en or de Bouddha, offerte à Fo Guang Shan par le roi du sangha thaïlandais en 2004.

##### Le sanctuaire du Bouddha de Jade – Jade Buddha Shrine
Le sanctuaire est situé derrière la salle du Bouddha d’Or. Il abrite une statue de Bouddha couché sculptée en jade blanc du Myanmar. La statue symbolise le passage de Bouddha au parinirvana. Au-dessus de la statue, est exposée la précieuse relique, la dent du Bouddha Sakyamuni. Sur les murs adjacents se trouvent les reliefs de jade colorés de la Terre pure Sukhāvatĩ du Bouddha Amitābha et la Terre pure Vaidūryanirbhāsa du Bouddha de la Médecine Bhaishajyaguru . Les murs latéraux sont couverts de reliefs en bois de santal représentant des stupas et pagodes sculptées dans une grande variété de formes.

#### Les galeries d'exposition
Il y a huit galeries d'exposition dans l'enceinte du bâtiment central.
Au rez-de-chaussée, il y a quatre galeries dédiées aux expositions permanentes:

##### Galerie des palais souterrains – Museum of underground palaces
Cette galerie fait écho aux 48 palaces souterrains présents dans l’enceinte du musée et explique leur principe. Dans cette galerie sont exposés des objets provenant de diverses cryptes souterraines, notamment ceux du souterrain de la pagode Fa-Men à Xi’an (Chine).

##### Galerie des festivals bouddhistes – Museum of Buddist Festivals
La galerie présente, à l’aide de technologies interactives les diverses festivités bouddhistes présentes sur une année. Sont notamment présentés : l’anniversaire de Bouddha ou encore le festival du Dharma.

##### Galerie de l’histoire de Fo Guang Shan – Historical Museum of Fo Guang Shan
Cette galerie montre en détail l’histoire de Fo Guang Shan de sa création à 2011; année de création du musée. On retrouve différents projets et actions menés à l’international. Cette exposition présente également l’histoire de son fondateur ; Hsing Yun.

##### Galerie de la vie du Bouddha – Museum of the life of Buddha
Une installation immersive avec des dessins, textes, sons et lumières retrace toutes les étapes de la vie de Bouddha, de sa naissance à son entrée au nirvana. La galerie propose deux courts-métrages en 4D pendant la journée : l'un, La vie de Bouddha et l'autre, La lampe de la pauvre fille.
Au premier étage, il y a quatre galeries dédiées aux expositions temporaires.

#### L'Auditorium du Grand Éveil - Dajue Hall
Située au 2e étage du bâtiment principal cet auditorium multifonctionnel peut accueillir environ 2 000 auditeurs, il est le premier à Taïwan à posséder un écran circulaire à 360 degrés. Une représentation de lotus est suspendue au plafond au centre de la salle. Celui-ci est entouré de suspensions représentant des nuages. Ces éléments sont des symboles importants dans la culture bouddhiste. Les éclairages utilisent une lumière progressive pour représenter l’ouverture et la fermeture du lotus, ainsi que des jeux de couleurs. La scène ronde et centrale peut également tourner à 360 degrés, permettant au public de voir les spectacles dans toutes les directions. Depuis son ouverture, de nombreux groupes internationaux ont joué dans cet auditorium.

#### Stupassacrées (ou desQuatre Nobles Vérités) - Four Noble Truths Stupas
Les stupas, ici aussi appelées Stupas des quatre nobles vérités, sont situées aux quatre coins du monument originel et contiennent des Bodhisattvas qui portent toutes un principe que Bouddha a enseigné juste après son illumination : Avalokiteśvara, la compassion, Ksitigarbha, l’engagement, Manjusri, la sagesse, et Samantabhadra, la bonne action. Des offrandes d’encens, de fleurs et de bougies peuvent être faites aux Bodhisattvas dans ces stupas.

### La grande statue de Bouddha  – Fo Guang Big Buddha
Cette statue est la grande statue de Bouddha assis en bronze au monde. Elle fait 1 872 tonnes et culmine à 108 mètres de haut. La statue en elle-même mesure 50 mètres. Elle représente Sakyamuni Bouddha en position assise, les jambes croisées, la main droite faisant le lotus mudra et la main gauche faisant le varada mudra. Le bâtiment est consacré à la transmission de la philosophie bouddhiste. De nombreux visiteurs souhaitent être au plus près du Bouddha pour le vénérer, c’est pourquoi une plateforme a été construite au pied du Bouddha pour accueillir environ 2000 mille personnes.

### Les 48 palais souterrains - Underground Palaces
Ces palais souterrains sont des petites constructions enterrées de type cavité avec une ou plusieurs pièces en enfilade. Bien qu’ils ne soient pas ouverts au public, ces 48 palais souterrains agissent comme des capsules de temps, renfermant des éléments significatifs de la vie humaine. Des objets du monde entier ont été offerts pour les disposer dans les palais.
A travers ces reliques (d’une grande valeur historique, contemporaine ou commémorative), l'objectif est de préserver des savoirs ainsi que les modes de vie, pour pouvoir les transmettre aux futures générations. Un de ces palais souterrains sera ouvert tous les cent ans. En plus d’exposer les objets ainsi découverts, on ajoutera dans les palais des objets contemporains à l’époque d’ouverture du palais, afin que les traces des civilisations puissent se renouveler sans arrêt.
Une des expositions permanentes du musée en explique le fonctionnement.

## Parc botanique
Le parc botanique bouddhiste est découpé en quatre jardins :
- Le jardin Jetavana
- Le jardin de Maître Xuanzang
- Le jardin Lumbini
- Le jardin Camphor

La création d'un parc botanique au Musée de Bouddha a pour objectif de contribuer à la diffusion de la culture bouddhiste ainsi qu'à l'éducation et à l'enseignement en matière d'environnement.
Le premier jardin Jetavana, a été achevé avant l’ouverture officielle du musée en 2011. Jetavana, littéralement "bosquet de Jeta" est le nom d’un des monastères bouddhistes les plus renommés au monde. Il a une grande importance historique et spirituelle dans le bouddhisme, connu pour avoir été le lieu principal où Bouddha a vécu et enseigné.
Les trois autres jardins sont le fruit d'une collaboration entre le Musée de Bouddha et le Dr. Cecilia Koo Botanic Conservation Center (KBCC), un centre important pour la préservation des plantes tropicales. Les jardins abritent au total 230 plantes bouddhistes de 56 espèces différentes. Pour célébrer la finalisation de ce projet commencé le 21 Juin 2021, une cérémonie d'inauguration du parc botanique a eu lieu le 12 mars 2022 à Fo Guang Shan,.
Les fleurs, les plantes et les arbres tropicaux asiatiques apparaissent souvent dans les écritures ou les récits bouddhistes. En effet, le bouddhisme est né dans la péninsule indienne, qui appartient à la région de la forêt tropicale asiatique. 
Dans le parc botanique se trouvent :
- des plantes reflétant les coutumes et les traditions locales de l'époque, comme le poivre, le gingembre, le curcuma, le sésame, la mangue
- des plantes médicinales ayurvédiques
- des plantes évoquées dans des légendes ou utilisées lors de rituels et sacrifices bouddhistes
- des plantes recensées par des maîtres bouddhistes tels que Maître Faxian et Maître Xuanzang
- des plantes en lien avec la vie de Bouddha.

Les quatre arbres en lien direct avec le fondateur du bouddhisme sont :
- l’arbre Ashoka : naissance sous un arbre Ashoka dans le jardin Lumbini
- l’arbre Bodhi : éveil spirituel sous l'arbre Bodhi
- l’arbre Saptaparni : enseignement dans la grotte de Saptaparni, entourée d’arbres du même nom. C'est également là que le premier concile bouddhique a été organisé après l'entrée dans le parinirvana de Bouddha.
- l’arbre Sal : parinirvana sous les arbres Sal

Comme le disait Hsing-Yun : « La vie du Bouddha est étroitement liée à la nature ; il est né sous l'arbre ashoka, a pratiqué l'ascétisme dans les bois, a été illuminé sous l'arbre Bodhi, a tourné la roue du Dharma à Sarnath, a enseigné le Dharma sur les rives du Gange et est entré dans le parinirvana sous les arbres sal ».

## Arts

### Calligraphie d’un seul tenant – One stroke Calligraphy
La calligraphie d’un seul tenant fait référence à la technique développée par Hsing Yun pour continuer à écrire malgré ses problèmes de vue liés au diabète. Cette technique consiste à écrire un caractère d’un seul tenant plutôt qu’avec plusieurs traits, ce qui permet d’assurer la continuité de l’écriture de manière fluide. On retrouve ses écrits dans tout le musée, sur les murs et les signes des bâtiments. Il y a une exposition permanente dans la Pagode Six Vertus - Paramita. Il est aussi possible de voir le travail de Hsing Yun à la galerie d’art du monastère.
L’exposition temporaire de 2016 sur ces oeuvres se visite virtuellement sur Google Arts and Culture. 

### Statues et sculptures

#### La statue du Grand Bouddha[6]
Faisant 1,8 tonnes de métal et mesurant 50 mètres de haut, celle-ci représente le point le plus haut du musée.

#### Sur la Grand’place Bodhi
Les dix-huit Arhats ont été conçus par Wu Jung-Tzu. Sont présents :
- Les dix principaux disciples de Bouddha : Sāriputra, Maudgalyāyana, Mahākāśyapa, Subhuti, Pūrṇa, Katyayana, Aniruddha, Upali, Rahula et Ananda.
- Les trois arhats cités dans le sūtra d’Amitabha: Kṣudrapanthaka, Piṇḍola et Kālodāyin
- Les deux arhats du folklore chinois : le dompteur du dragon et le dompteur du tigre
- Les trois bhikkhunis (moniales) : Mahāprajāpatī, Bhadra Kapilani et Uppalavannā, ajoutées par Hsing Yun afin de montrer l’égalité homme-femme.

Les statues des huit patriarches, conçus par Wu Jung-Tzu, représentent les fondateurs des huit écoles Mahayana du bouddhisme chinois : Jizang de l’École des Trois Traités, Xianshou de l’École Huayan, Xuanzang de l’École Faxiang, Zhiyi de l’École Tiantai, Bodhidharma de l’École Chan, Huiyuan de l’École de la Terre pure, Daoxuan de l’École Nanshan Vinaya, Subhakarasimha de l’École Vajrayana.

#### Dans le bâtiment principal
- La statue d'Avalokiteśvara aux mille bras et mille yeux est une œuvre en verre par l'artiste contemporaine Loretta Yang
- La statue du Bouddha d'or était un cadeau offert par le roi du sangha Thaï en 2004
- La statue de Bouddha de jade blanc de Birmanie
- À l’entrée est exposée une sculpture en bois de camphre représentant le Bouddha Sakyamuni enseignant le Dharma au mont des Vautours à cinq cents Arhats.

### Œuvres murales (peinture et gravure en relief)
Dans la salle du Bouddha de Jade, située dans le bâtiment principal :
- Deux bas-reliefs en jade illustrent le Monde pur de l’Est du Bouddha de la médecine et le Monde pur de l’Ouest du Bouddha Amitabha.
- Sur les murs latéraux, on peut observer des bas-reliefs en bois qui représentent différents styles de stupas et de pagodes du monde entier.

En suivant l’allée couverte qui délimite l’espace du musée, on peut observer des bas-relief peints et des gravures. L’objectif de ces œuvres est de transmettre aux visiteurs des réflections intellectuelles et des enseignements spirituels.
Sur les murs intérieurs de l’allée couverte :
- Vingt-deux stèles gravées, avec les Paroles des maîtres éminents, en alternance avec des peintures en bas-relief illustrant les vingt-deux leçons de Bouddha[6]. Elles racontent comment Bouddha put, par sa sagesse et sa compassion, enseigner aux hommes des différentes castes de la société indienne.

- Gravures sur granite noir de Shan-Xi[6]. Sur ces stèles, on trouve des mudrās des bodhisattvas et des paroles de la collection Sagesse éternelle, écrites par les grands maîtres de la calligraphie internationaux.  On trouve également sur les murs de ce chemin des stèles gravées des noms des mécènes qui ont contribué à la construction du musée de Bouddha.

Sur les murs extérieurs de l’allée couverte :
- Une série de quarante peintures en bas-relief, tirées de l’œuvre Les dessins Chan du couple d’artistes Gao Ertai et Pu Xiaoyu, ornent les murs extérieurs de l'allée couverte des deux côtés de la Place de la Bodhi[6]. Ces fresques ont été réalisées grâce à la collaboration du sculpteur Ye Xianming et du peintre Chen Mingqi.

- Quatre-vingt-six dessins choisis parmi ceux de la Collection des dessins pour la protection de la vie de Feng Zikai et Feng Yiyin, sont reproduits sur le mur extérieur de l'allée couverte reliant les huit pagodes[6]. Ces oeuvres rappelent aux visiteurs que la vie est précieuse.

### Galeries d’art
Au premier étage du bâtiment principal se trouvent les quatre galeries dédiées aux expositions temporaires.

## Éducation
Dans le cadre de l'objectif de Fo Guang Shan visant à "encourager les talents par l'éducation", le musée propose des cours et ateliers éducatifs: calligraphie de sutra, dégustation méditative de thé (Tea Chan), service gratuit de visite guidée, sorties scolaires et pédagogiques, retraite spirituelle,,,,.